# Princess Anne
Princess Anne és una població dels Estats Units a l'estat de Maryland. Segons el cens del 2000 tenia 2.313 habitants.

## Demografia
Segons el cens del 2000, Princess Anne tenia 2.313 habitants, 992 habitatges, i 498 famílies. La densitat de població era de 714,4 habitants per km².
Dels 992 habitatges en un 26,4% hi vivien nens de menys de 18 anys, en un 25,4% hi vivien parelles casades, en un 21,3% dones solteres, i en un 49,7% no eren unitats familiars. En el 38,4% dels habitatges hi vivien persones soles el 12,1% de les quals corresponia a persones de 65 anys o més que vivien soles. El nombre mitjà de persones vivint en cada habitatge era de 2,31 i el nombre mitjà de persones que vivien en cada família era de 3,14.
Per edats la població es repartia de la següent manera: un 26,2% tenia menys de 18 anys, un 20,2% entre 18 i 24, un 25,7% entre 25 i 44, un 17% de 45 a 60 i un 10,9% 65 anys o més.
L'edat mediana era de 28 anys. Per cada 100 dones de 18 o més anys hi havia 77,7 homes.
La renda mediana per habitatge era de 20.066$ i la renda mediana per família de 26.351$. Els homes tenien una renda mediana de 19.492$ mentre que les dones 22.857$. La renda per capita de la població era de 10.944$. Entorn del 30,1% de les famílies i el 39,8% de la població estaven per davall del llindar de pobresa.

## Poblacions més properes
El següent diagrama mostra les poblacions més properes.